# 達德利 (明尼蘇達州)
達德利（英語：Dudley）是位於美國明尼蘇達州萊昂縣克利夫頓鎮區的一個非建制地區。

## 歷史
達德利於1882年成立，得名自麻薩諸塞州的達德利。達德利的郵局於1903年設立，其後於1907年停運。

## 地理
達德利所處的海拔為高於海平面350米（即1148英呎），而該地所採用的時區為UTC-6，即北美中部時區（CST）。同時該地設有夏令時間，為UTC-6調快一小時，即UTC-5（CDT）。